# GO! onderwijs van de Vlaamse Gemeenschap
Het GO! onderwijs van de Vlaamse Gemeenschap is de Vlaamse openbare instelling voor het gemeenschapsonderwijs. Het GO! (spreek uit: 'geeoo') is een van de drie onderwijsnetten naast officieel en vrij gesubsidieerd onderwijs. Het GO! onderwijs van de Vlaamse Gemeenschap is in Vlaanderen de voortzetting van het Rijksonderwijs dat in 1989 ophield te bestaan toen de derde staatshervorming de Gemeenschappen bevoegd maakte voor onderwijs. Het Gemeenschapsonderwijs werd in 2007 herdoopt tot GO! onderwijs van de Vlaamse Gemeenschap.
De Raad van het GO! is de overkoepelende inrichtende macht voor 26 scholengroepen die op hun beurt inrichtende macht zijn van een aantal scholen in een bepaald gebied. Het GO! telt 1000 instellingen voor kleuter-, lager, secundair en volwassenenonderwijs en meer dan 38.000 personeelsleden. In het voltijds onderwijs bedient het GO! met 330.000 leerlingen zo'n 15 à 20% van de Vlaamse schoolbevolking.

## Beleid
In uitvoering van de Belgische Grondwet waarborgt het Gemeenschapsonderwijs de vrije keuze van ouders en kinderen op kwaliteitsvol en open onderwijs in Vlaanderen en het Brussels Hoofdstedelijk Gewest. Het pedagogisch project van het GO! richt zich op de totale ontwikkeling van de persoon en wil kinderen en jongeren opvoeden tot vrije, mondige mensen die stevig in hun schoenen staan in een moderne samenleving.
In het GO! hebben de ouders en de leerling de keuze voor de invulling van het vak levensbeschouwing: niet-confessionele zedenleer of katholieke, protestantse, anglicaanse, islamitische, Israëlitische of orthodoxe godsdienst. Ook vrijstelling van het vak levensbeschouwing is een mogelijkheid: vooral Jehova's getuigen en boeddhisten maken van deze mogelijkheid gebruik. Deze levensbeschouwelijke keuzevrijheid is het meest opvallende onderscheid tussen de scholen van het GO! en de stedelijke, gemeentelijke, provinciale en VGC-scholen enerzijds, en vrije scholen van katholieke, niet-confessionele, protestantse of Joodse signatuur anderzijds.

Het GO! waarborgt een eigen, uniek pedagogisch project, waarbij het PPGO! het grondbeginsel vormt. Hierin staat dat het GO! opvoedt tot actief burgerschap door respect, oprechtheid, gelijkwaardigheid, openheid, engagement en betrokkenheid te bewerkstelligen.
Er wordt daarbij gestreefd dat wie in het GO! gevormd en ontwikkeld is de volgende eigenschappen heeft:
- kijkt met een open geest, zonder vooroordelen, en toont belangstelling en respect voor ieders mening en bestaande verschillen;
- toont zich authentiek en integer in het samenleven met anderen, door eerlijk en respectvol uit te komen voor eigen ideeën en overtuigingen;
- huldigt de gelijkwaardigheid van mensen en de emancipatie van elk individu niet enkel als principe, maar spant zich ook in om ze te verwezenlijken;
- is betrokken bij de sociale werkelijkheid, dat wil zeggen: eerbiedigt de universele rechten van de mens en zijn fundamentele vrijheden en draagt bij tot hun realisatie; handelt volgens democratische waarden en instellingen; verzet zich tegen maatschappelijke ongelijkheden en zet zich in voor sociale rechtvaardigheid.
- is mondig en kritisch en kan ideeën helder, genuanceerd en respectvol uiten;
- is bereid om een leven lang en levensbreed te leren.

## Structuur
Het gemeenschapsonderwijs is opgebouwd uit drie delen:
- GO! centraal (macroniveau) met een verkozen Raad van het GO! en afgevaardigd bestuurder (Koen Pelleriaux sinds 2021).
- Scholengroepen (mesoniveau), geleid door een algemene vergadering, een raad van bestuur, een college van schooldirecteurs en een algemeen directeur. Elke scholengroep heeft bestuursbevoegdheid over alle instellingen van het Gemeenschapsonderwijs in een bepaald gebied en omvat minstens een aantal basis- en secundaire scholen, een Centrum voor Volwassenenonderwijs en meestal ook een Centrum voor Leerlingenbegeleiding. Sinds 1 september 2017 telt het GO! 26 scholengroepen (voorheen 28).
- Scholen (microniveau) maken deel uit van een scholengroep en worden bestuurd door een directeur met een adviserende verkozen schoolraad.[1]

| Scholengroep         | hoofdzetel     | regio |
| -------------------- | -------------- | --- |
| Antwerpen            | Antwerpen      | Fusie van Ant1Gon en Forum sinds september 2016                                                                                  |
| Invento              | Zandhoven      | noordoostrand rond Antwerpen |
| Mechelen             | Putte          | SGR 5 rond Mechelen, Keerbergen en Heist-op-den-Berg                                                                             |
| Rivierenland         |                | Klein-Brabant, Vaartland, Rupelstreek                                                                                            |
| Fluxus               | Turnhout       | Lier, Mortsel, Edegem, Herentals, Geel, Westerlo, Mol en Turnhout (fusie van scholengroepen Kla4 en Kempen sinds september 2017) |
| Brussel              | Evere          | Brussels Hoofdstedelijk Gewest                                                                                                   |
| Ringscholen          |                | Asse, Wemmel, Halle |
| SCOOP                | Vilvoorde      | noordoostrand rond Brussel |
| Huis 11              | Leuven         | Leuven, Landen & Tienen |
| Adite                |                | Aarschot, Diest, Tessenderlo |
| Zuid-Limburg         | Borgloon       | Lanaken, Tongeren, Sint-Truiden en Borgloon                                                                                      |
| Maasland             | Genk           | Genk, Maasmechelen, Maaseik |
| Xpert                | Beringen       | Beringen, Bocholt, Hamont, Hechtel, Leopoldsburg, Lommel en Pelt (tot 2020 bekend als SGR 15 Noord-Limburg)                      |
| GO! Next             | Hasselt        | Midden-Limburg |
| Waasland             | Temse          | Sint-Niklaas, Temse, Beveren-Kruibeke, Stekene, Sint-Gillis-Waas, Waasmunster                                                    |
| Het leercollectief   | Dendermonde    | Dendermonde, Hamme, Lokeren, Moerbeke, Wetteren (voor 2019 bekend als SGR 18 Schelde-Dender-Durme)                               |
| Dender               | Aalst          | Aalst, Denderleeuw, Ninove en Liedekerke                                                                                         |
| Zuidoost-Vlaanderen  | Geraardsbergen | Brakel, Geraardsbergen, Herzele, Sint-Lievens-Houtem, Zottegem en Zwalm                                                          |
| Vlaamse Ardennen     | Oudenaarde     | Avelgem, Maarkedal, Oudenaarde, Ronse en Spiere-Helkijn                                                                          |
| Gent                 | Gent           | |
| Dynamiek             | Eeklo          | |
| GO! Scholengroep 24K | De Pinte       | Aalter, Anzegem, Deerlijk, Deinze, De Pinte, Kruisem, Meulebeke, Nazareth, Nevele, Tielt, Waregem                                |
| Impact!              | Brugge         | Brugge, Oostkust |
| Mandel en Leie       |                | |
| Stroom               |                | |
| Inspira              | Diksmuide      | Veurne, Nieuwpoort, De Panne, Ieper, Poperinge, Diksmuide, Koksijde, Langemark-Poelkapelle                                       |